# كوينتين ماتسيس
كوينتين ماتسيس  (بالهولندية: Quinten Matsijs) رسامًا فلمنكيًا من فناني فنرة الرسم الهولندي المبكر. ولد في لوفين سنة 1466. وهناك تقليد يزعم أنه تم تدريبه على الحدادة قبل أن يصبح رسامًا. كان ماتسيس نشطًا في أنتويرب لأكثر من 20 عامًا، حيث ابتكر العديد من الأعمال ذات الجذور الدينية والميول الساخرة. يعتبر مؤسس مدرسة أنتويرب للرسم، التي أصبحت المدرسة الرائدة للرسم في فلاندرز في القرن السادس عشر. قدم تقنيات وزخارف جديدة بالإضافة إلى مواضيع الوعظ دون أن يخالف التقليد المتبع تمامًا.

## السيرة

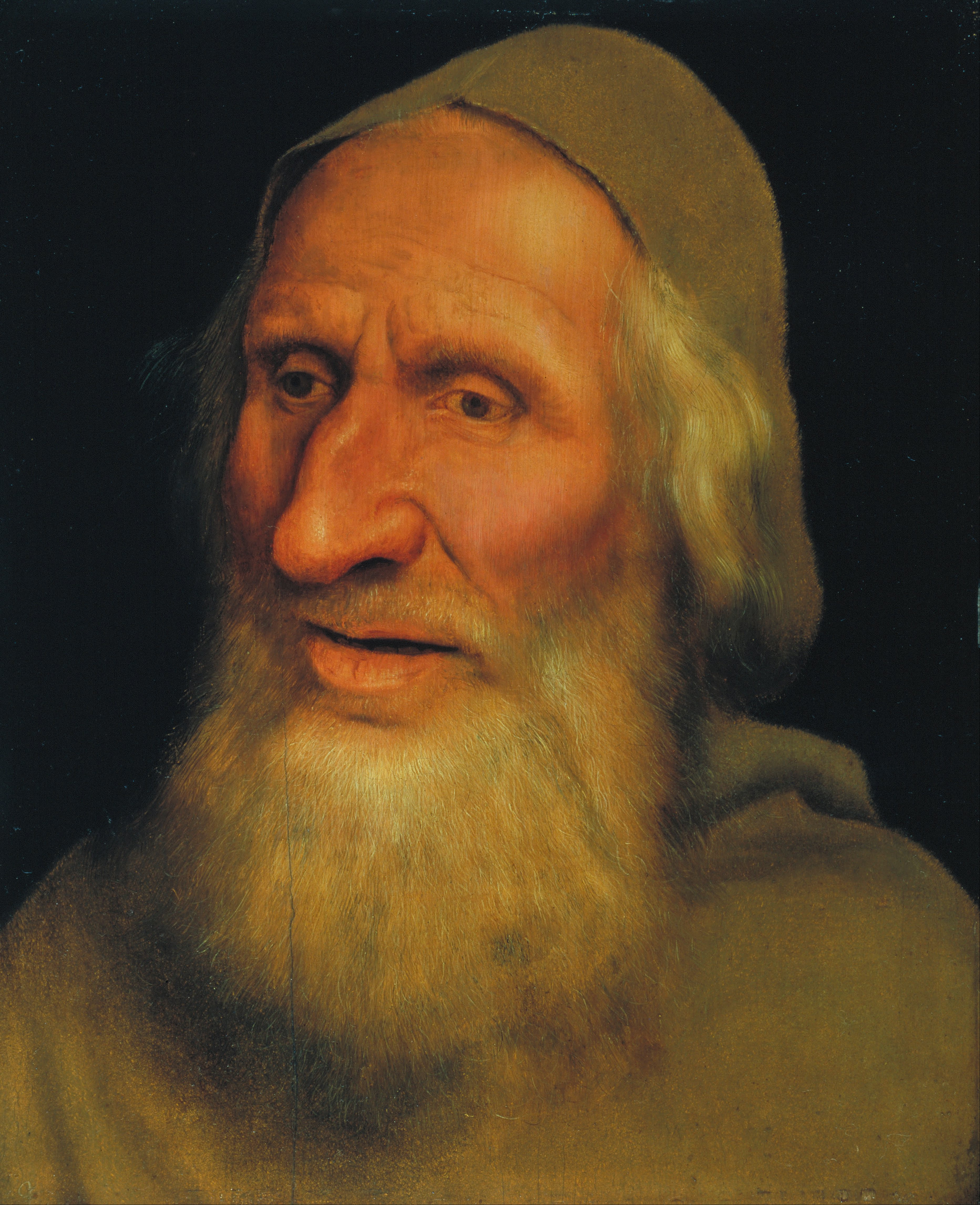
رأس رجل عجوز بريشة ماتسيس حوالي 1525، المتحف الوطني للفنون في كتالونيا.

تتكون معظم الروايات المبكرة عن حياة ماتسيس بشكل أساسي من أسطورة، وهناك القليل جدًا من الروايات المعاصرة عن طبيعة أنشطته أو شخصيته. وفقًا لبعض المصادر من المعروف أنه ولد في لوفين وعمل كحداد. ولد ماسيس، وهو واحد من أربعة أطفال، لجوست ماتسيس (المتوفى 1483) وكاثرين فان كينكين في وقت ما بين 4 أبريل و 10 سبتمبر 1466. تذكر الأسطورة أن ماتسيس تخلى عن حياته المهنية كحداد لجذب زوجته، التي وجدت الرسم ليكون مهنة أكثر رومانسية، على الرغم من أن المؤرخ كاريل فان ماندر ادعى أن هذا الامر خطأ، والسبب الحقيقي الذي جعل ماتسيس يترك الحدادة هو المرض الذي كان ماتسيس خلاله أضعف من أن يعمل كحداد، وبدلاً من ذلك كان يزين المطبوعات للاحتفالات الكرنفالية.
تشير التبرعات والممتلكات الموثقة لجوست ماتسيس إلى أن الأسرة كانت تمتلك دخل محترم وأن الحاجة المالية لم تكن على الأرجح السبب وراء تحول ماتسيس إلى الرسم. خلال الفترة التي كان فيها ماتسيس نشطًا في أنتويرب، أخذ أربعة متدربين فقط. يعتقد بعض مؤرخي الفن بأنهم أدريان فان أوفربيك (مسجل عام 1508)، ويليم مولينبروك (مسجل في عام 1501)، وإدوارت برتغالوا (مسجل في عام 1504 ، مسجل عام 1506)، وهينين بوكماكيري (مسجلة عام 1510). من المعتقد على نطاق واسع أن الرسام الكبير يواكيم باتينير قد درس مع ماتسيس في مرحلة ما خلال حياته المهنية وساهم في العديد من المناظر الطبيعية (مثل لوحة إغراء القديس أنتوني). يترك عدم وجود سجلات النقابة خلال هذا الوقت رحلات ماتسيس إلى إيطاليا وأجزاء أخرى من البلدان المنخفضة مفتوحه للتساؤل. بالنسبة للجزء الأكبر، يتم الاستدلال على التأثيرات الأجنبية على أسلوب ماتسيس من خلال لوحاته وتعتبر جزءًا كبيرًا من تدريبات الفنان خلال القرن السادس عشر.

### العمل في لوفين

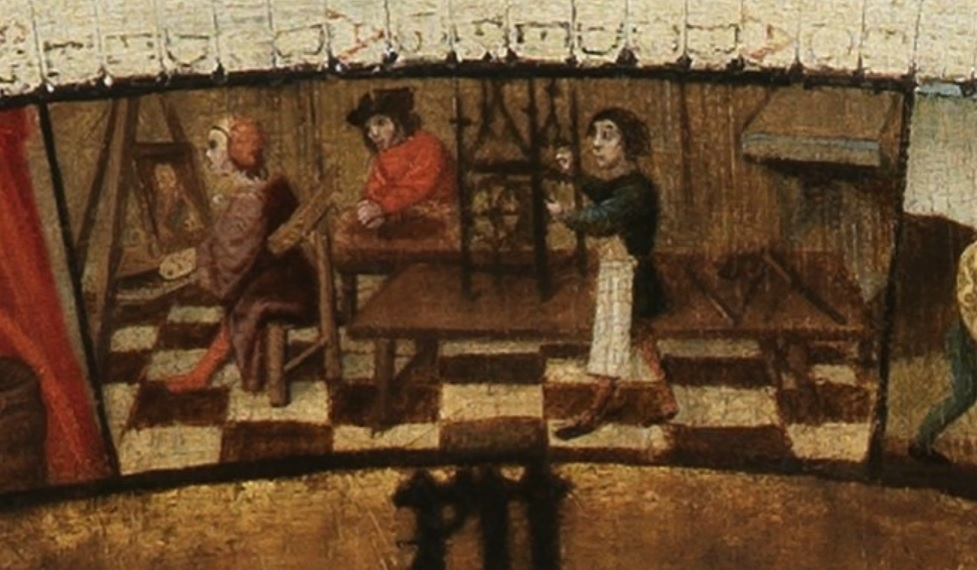
ساعة تقويمة من 1500 يظهر الفنان مع «إخوانه» جوست صانع الساعات وجان.

خلال الجزء الأكبر من القرن الخامس عشر، كانت المراكز التي يتجمع فيها رسامو البلدان المنخفضة هي تورناي وبروج وجينت وبروكسل. اكتسبت لوفين مكانة بارزة قرب نهاية هذه الفترة، حيث وظفت عمالًا من جميع الحرف بما في ذلك ماتسيس. لم تأخذ أنتويرب زمام المبادرة إلا في بداية القرن السادس عشر والتي حافظت عليها بعد ذلك ضد بروج وجنت وبروكسل وميشلين ولوفين. نظرًا لعدم الاحتفاظ بسجلات النقابة قبل عام 1494 في لوفين، لا يوجد دليل ملموس على أن ماتسيس قد طور نفسه وصاغ اسلوبه هناك؛ ومع ذلك، يقبل المؤرخون عمومًا أن يكون هذا هو موقع تدريبه المبكر لأنه لم يتم تسجيله سابقًا في أنتويرب كمتدرب. بصفته عضوًا في نقابة القديس لوك في أنتويرب، يُعتبر ماتسيس واحدًا من أوائل فنانيها البارزين. تشير السجلات الحالية لقوانين ولوائح النقابات من القرن السادس عشر إلى أنه من غير المرجح أن يكون ماتسيس قد علم نفسه بنفسه، على الرغم من الروايات التي تشير إلى أن ماتسيس لم يدرس تحت أشراف أي فنان.

## ألأسلوب

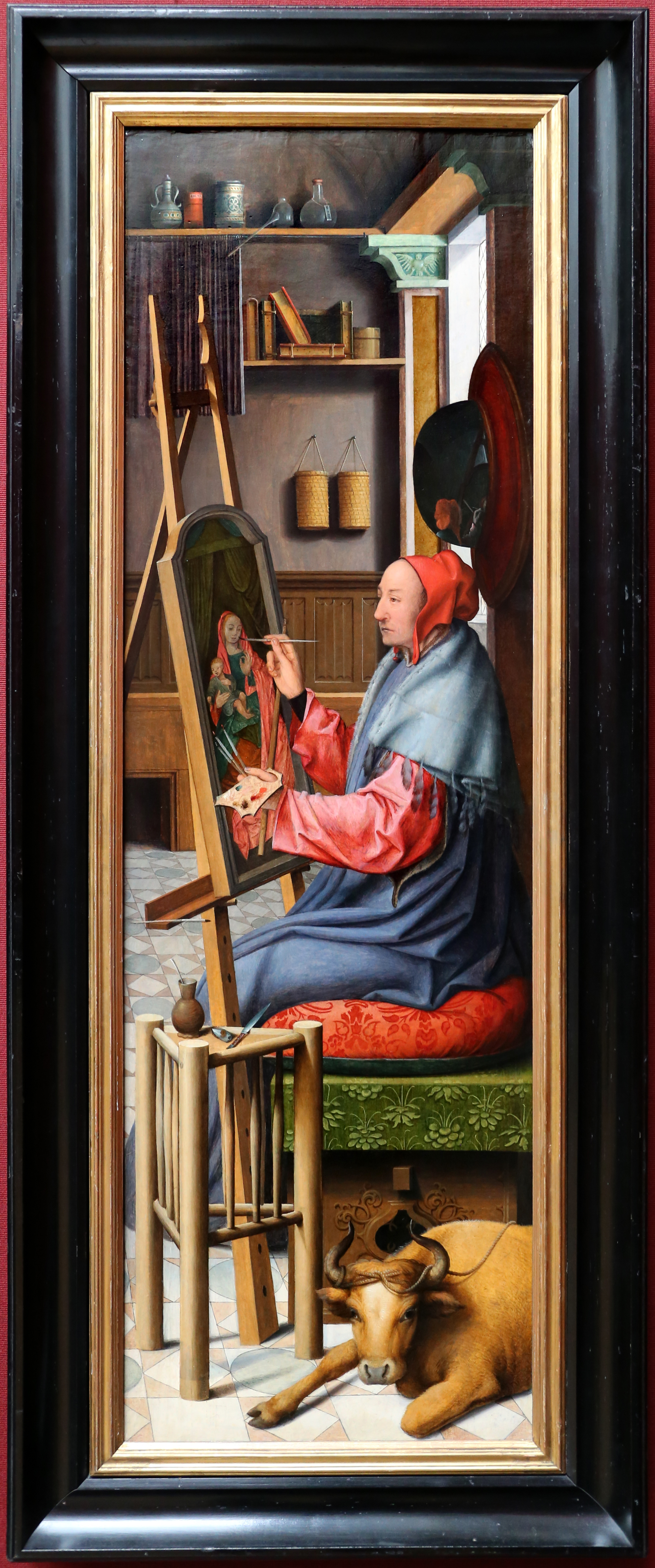
القديس لوكا يرسم العذراء بريشة ماتسيس حوالي 1520، المعرض الوطني في لندن.

على الرغم من أن جذور تدريب ماتسيس غير معروفة، إلا أن أسلوبه يعكس الصفات الفنية للرسام الهولندي ديريك باوتس، الذي جلب إلى لوفين تأثير هانز ميملينج وروجر فان دير وايدن. عندما استقر ماتسيس في أنتويرب في سن الخامسة والعشرين، ساهم أسلوبه بشكل مهم في إحياء الفن الفلمنكي على غرار فان إيك وفان دير وايدن. غادر ماتسيس لوفين في عام 1491 عندما أصبح سيدًا في نقابة الرسامين في أنتويرب. من أشهر أعماله الساخرة «راس رجل مسن» (1513)، ولوحة «صراف المال وزوجته» (1514)، وكلها تقدم تعليقًا على الشعور الإنساني والمجتمع بشكل عام. كما قام برسم اللوحات الدينية واللوحات الثلاثية، أشهرها بنيت لكنيسة القديس بطرس في لوفين. 

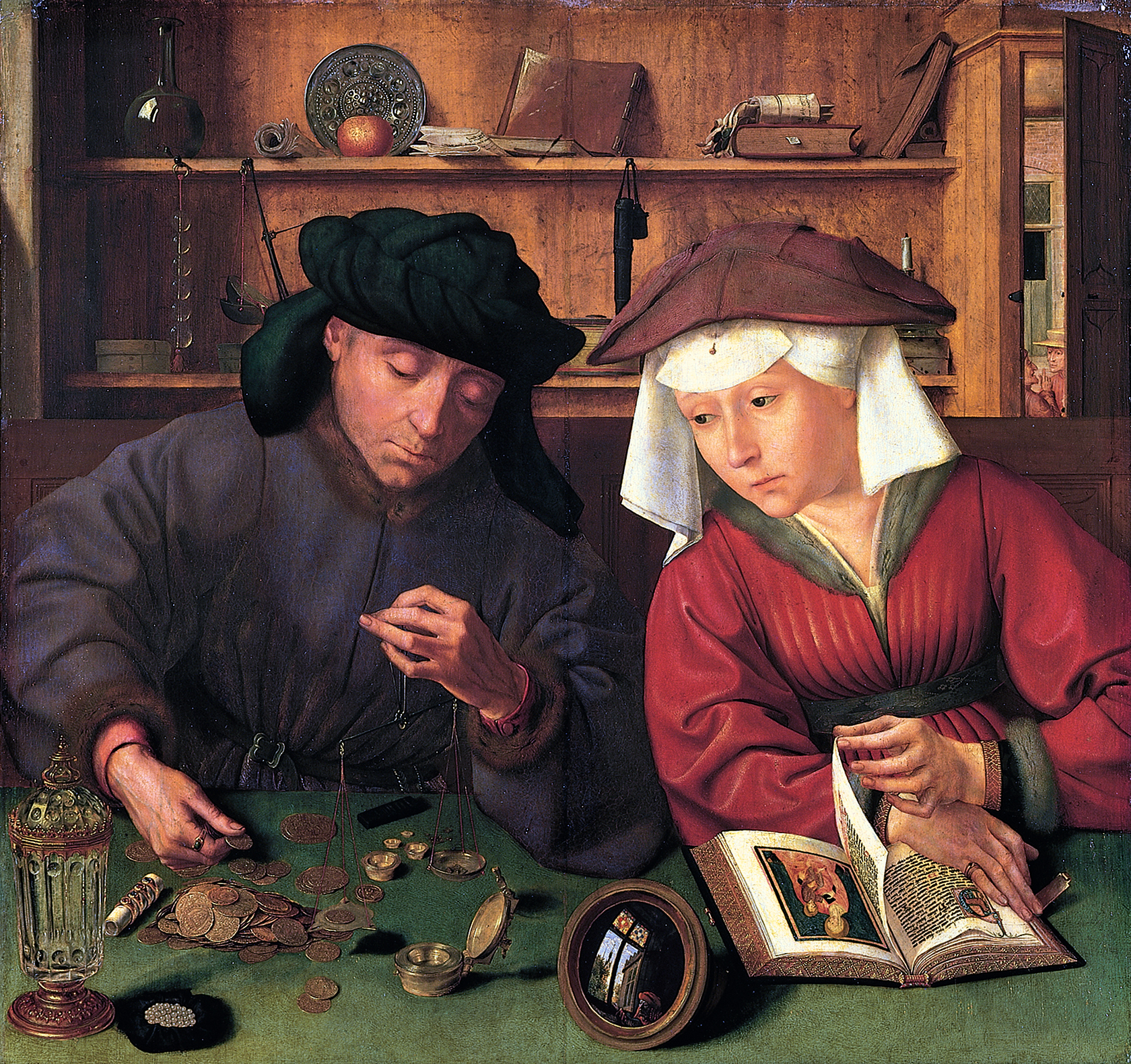
الصراف وزوجته بريشة ماتسيس حوالي 1514، متحف اللوفر ، باريس.

يُنظر إلى أسلوب ماتسيس على أنه يحتوي على شعور ديني قوي - سمة من سمات الأعمال الفلمنكية التقليدية - ويصاحبها واقعية تفضل في كثير من الأحيان بشاعة. ينبع ثبات ماتسيس من الخطوط العريضة، وضربات الفرشات الواضحة، والإنهاء الشامل للتفاصيل من تأثير فان دير وايدن وهانز ميملينج عن طريق ديريك باوتس، الثراء المتوهج للأصباغ الشفافة. تعكس أعمال ماتسيس الجدية في التعبير، والعروض التفصيلية الدقيقة، والتأثيرات الخافتة في الضوء والظل. مثل معظم الفنانين الفلمنكيين في ذلك الوقت، أولى ماتسيس اهتمامًا كبيرًا بالمجوهرات، وحواف الملابس، والزخرفة بشكل عام. 

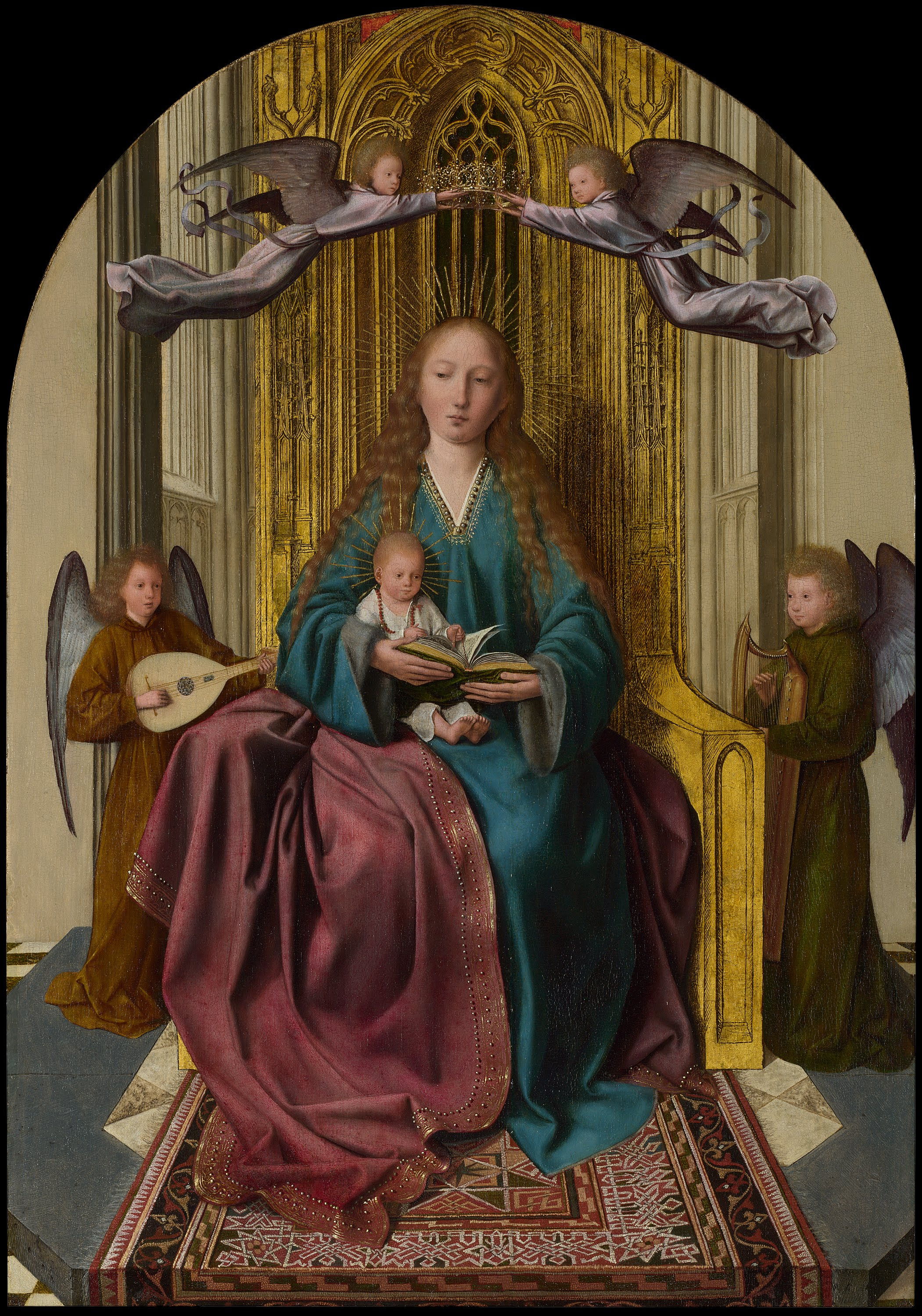
العذراء والطفل متوجًا بأربعة ملائكة بريشة ماتسيس حوالي (1513)، المعرض الوطني ، لندن.

لا يكمن معظم التركيز في أعماله على أجواء الموضوع، الذي لا يُعطى في الواقع سوى القليل من الاهتمام، ولكن يكمن في حرفيّة الكاريكاتير والتأكيد على الصقل الكئيب للقديسين، والإيماءات الوحشية والتهميش من السجانين والجلادين. يكرس ماتسيس جهد شاق للتعبير عن الشخصية الفردية. يمكن رؤية نزعة ساخرة في لوحات التجار المصرفيين الموجودة في متحف اللوفر، مما يكشف عن جشعهم. يمكن ملاحظة اندفاعه الآخر، المتمثل في مشاعر الرقة، في نسختين متماثلتين للعذراء والطفل في متحف برلين، حيث تبدو قبلة الأم محرجة إلى حد ما. يمكن رؤية تعبير عن اليأس الحاد في لوحة لوكريشا الموجودة في متحف فيينا. التوهج اللافت للون في هذه الأعمال، يجعل من مبالغات المانييريزمو مستساغة. 
كان ماتسيس يتمتع بمهارة كبيرة كرسام بورتريه. ليس سوى واحد من بين العديد من بورترياته التي يمكن للمرء أن يستشهد بها هي بورترية الإمبراطور الروماني ماكسيمليان الأول الموجودة في متحف أمستردام. في هذا الفرع من الفن، تأثر ماتسيس بشكل كبير بزميله يان غوسايرت. تُظهر بورتريات ماتسيس خصائص عاطفية شخصية وفردية للغاية تعكس تمسكه بالواقعية كأسلوب. 

### التأثير

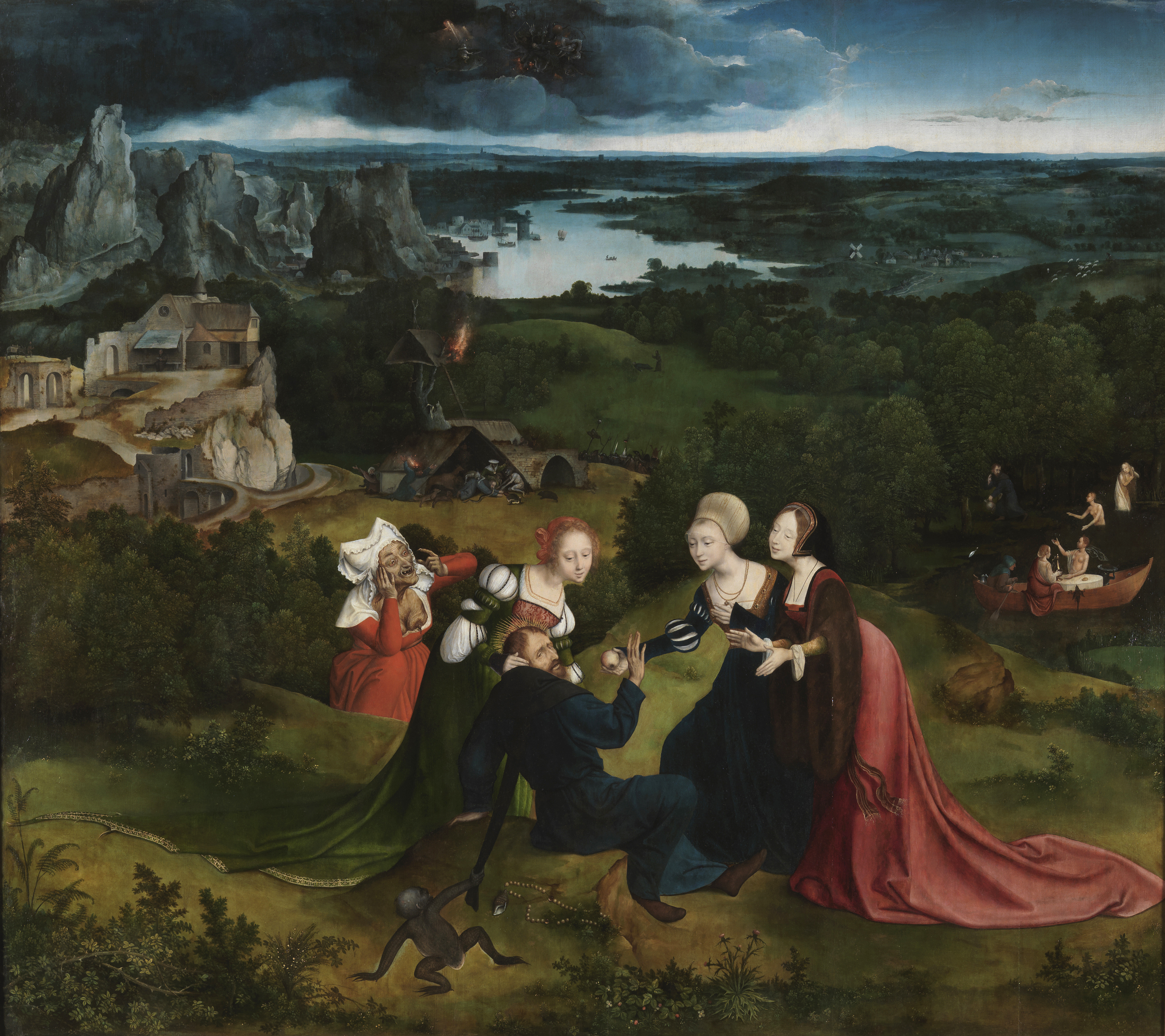
إغراء القديس أنتوني بريشة ماتسيس حوالي 1615. متحف برادو ، مدريد.

بالمقارنة مع فنانين آخرين في عصر النهضة الشمالية مثل هولباين ودورر، فان ماتسيس يبتعد عن التفاصيل الدقيقة. ومع ذلك، نظرًا لوجود صلات عديدة بينه وبين هؤلاء الأساتذة، يمكن استنتاج أن خروجه في التقنيات كان متعمدًا وليس تقصيراً منه. على الأرجح التقى بهولباين أكثر من مرة في طريقه إلى إنجلترا، ويُعتقد أن دورر قد زار منزله في أنتويرب عام 1520. أصبح ماتسيس أيضًا وصيًا على أطفال الرسام يواكيم باتينير بعد وفاة هذا الرسام. 
كذلك يُعتقد بان ماتسيس كان على اطلاع باعمال فنان عصر النهضة الكبير ليوناردو دافنشي عن طريق مطبوعات تم صنعها وتداولها بين الفنانين الشماليين (بحيث تعكس لوحته «مادونا والطفل مع الحمل»، المستوحاة من لوحة العذراء والطفل مع القديسة آن، تأثيرات دافنشي). يعتبر هذا إلى حد كبير دليلاً على أن ماتسيس تأثر بشكل كبير بفناني عصر النهضة الإيطاليين وأنه على الأرجح سافر إلى إيطاليا لفترة وجيزة على الأقل.

## الوفات

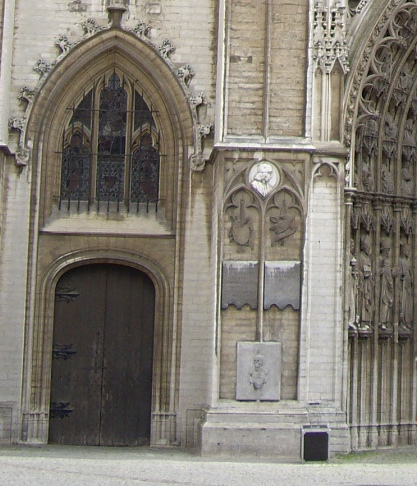
النصب التذكاري لكوينتين ماتسيس في كاتدرائية أنتويرب.

توفي ماتسيس في أنتويرب عام 1529. وكان من المتدينين، على الرغم من وفاة العديد من أقاربه بسبب إيمانهم. عانت أخته كاثرين وزوجها في لوفين في عام 1543 بسبب ما كان يُعد جريمة كبرى تتمثل في قراءة الكتاب المقدس: تم قطع رأس زوجها، ويُزعم أنها دفنت حية في الساحة أمام الكنيسة. في عام 1629 ، تم الاحتفال بالذكرى المئوية الأولى لوفاة ماتسيس بحفل وتم إقامة نقش تذكاري للفنان على واجهة كاتدرائية أنتويرب. يُقال إن كورنيليوس فان دير جيست (كان تاجر توابل من أنتويرب، استخدم ثروته لدعم فناني أنتويرب ولتأسيس مجموعته الفنية) مسؤول عن الصياغة، حيث قال: «في عصره حداد ثم رسام مشهور»، وفقًا للأساطير المحيطة ببدايات ماتسيس المتواضعة.

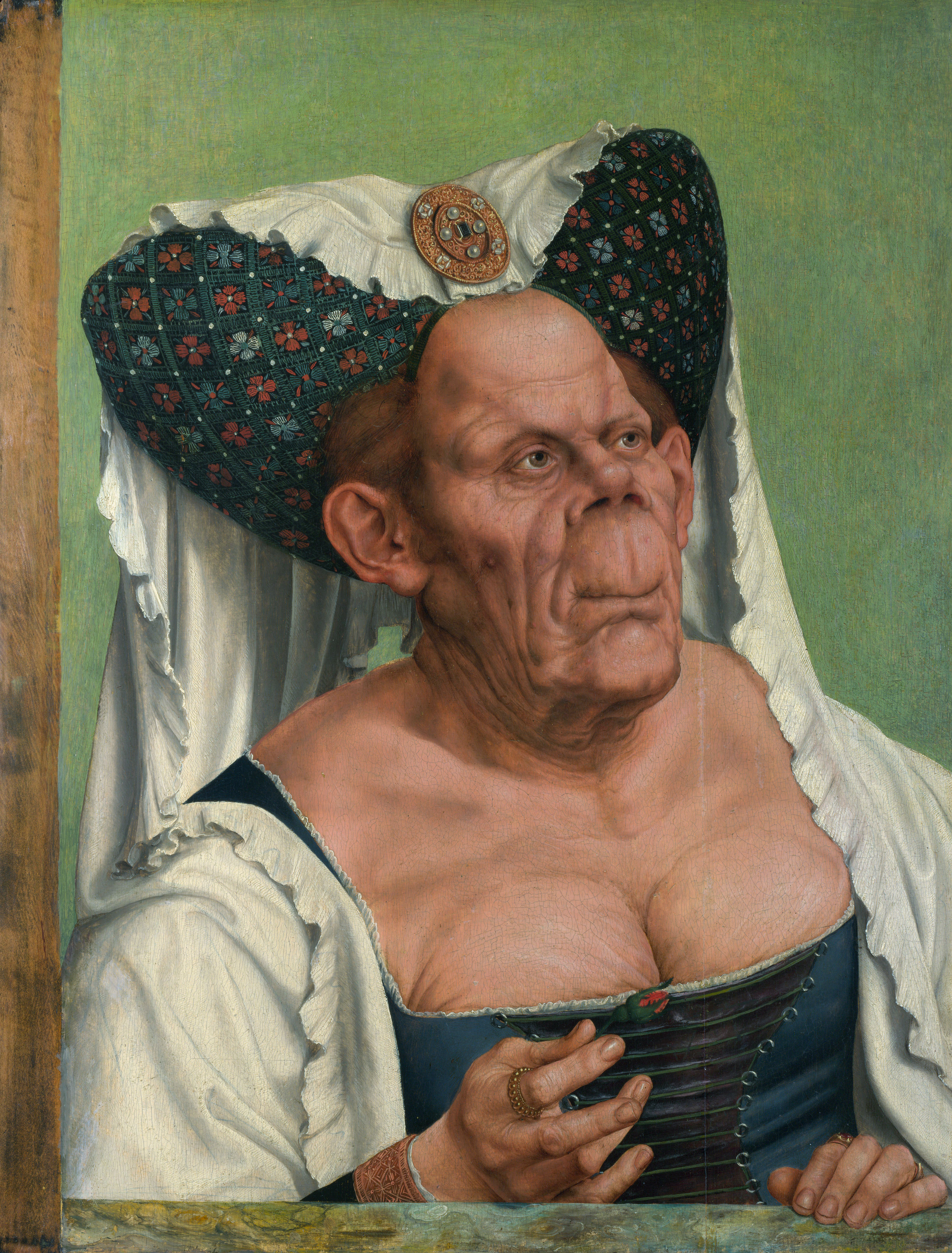
اِمرأة عَجُوز بَشِعَة بريشة ماتسيس حوالي 1513 ، المعرض الوطني ، لندن.

تشتمل أعمال ماتسيس «رأس رجل عجوز» حوالي 1525، المتحف الوطني للفنون في كتالونيا، والمسيح مقدم إلى الشعب (1518-1520)  ، متحف برادو، وامرأة عجوز بشعة حوالي 1513 ، المعرض الوطني ، لندن، التي ربما تكون أشهرها أعماله. كانت أللوحة بمثابة أساس لتصويرجون تينييل للدوقة في مغامرات أليس في بلاد العجائب. من المحتمل أن يكون تصويرًا لشخص حقيقي مصاب بمرض باجيت،  على الرغم من أنه يقال أحيانًا أنه صورة مجازية للكونتيسة مارجريت، كونتيسة تيرول، التي كانت تُعرف باسم «فم الحقيبة»، والتي، على الرغم من ترجمتها الحرفيه، كان هذا أللقب يستخدم ليعني «امرأة قبيحة» أو «عاهرة» (بسبب فضائحها الزوجية). كما تم الاحتفال أيضًا بقطعتين كبيرتين من لوحات المذبح الثلاثية «القرابة المقدسة» (1507-1509) و«قبر الرب» (1508-1511). تم تكليفها بكنيسة القديس بطرس في لوفين، وهي تعكس شعورًا دينيًا قويًا وتفاصيل دقيقة مميزة لغالبية أعماله.

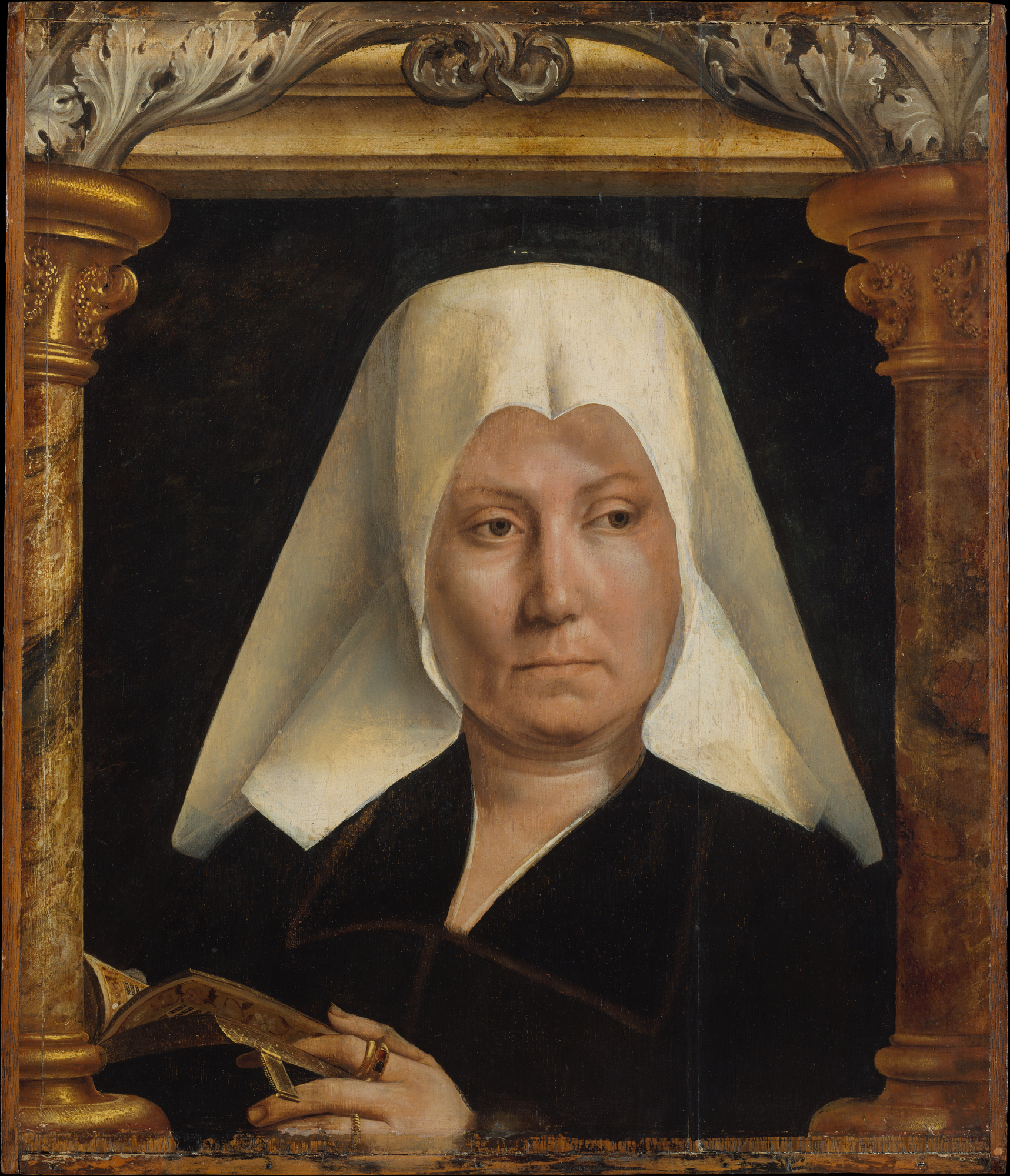
بورترية امرأة بريشة ماتسيس حوالي 1520، متحف المتروبوليتان للفنون في نيويورك.

رسم ماتسيس أيضًا جزءًا من مذبح كونفينتو دا مادري دي ديوس، في لشبونة. المذبح هو استحضار بدائي لأحزان مريم السبعة، حيث تستحضر الألواح «سيدة الأحزان»، «يسوع بين الأطباء»، «على طريق الجلجلة»، «الجلجلة»، «الرثاء» (الكل في المتحف الوطني للفنون القديمة) و «رحلة إلى مصر» موجودة في (متحف ورسستر للفنون). منذ تأسيس الدير من قبل دي ليونور، أرملة للملك جون الثاني ملك البرتغال وأخت الملك مانويل ملك البرتغال، في عام 1509 ، بدا أن ترتيب هذه المجموعة قد تم تنفيذه مرة واحدة، حيث أشار بعض الخبراء إلى أن تاريخ صنع الإطارات يعود ألى ما قبل عام 1511. المسيح كرجل أحزان موجود في متحف جيه بول جيتي في لوس أنجلوس.
ورث ابن كوينتين، جان ماتسيس، الفن لكنه لم يسع إلى توسيع إرث والده. أقدم أعماله، «القديس جيروم» بتاريخ 1537 ، في معرض فيينا، وكذلك أحدث أعماله، «شفاء توبياس» عام 1564 ، في متحف أنتويرب، دليل على ميله إلى استبدال التقليد بالأصالة. كان ابنه آخر، كورنيليس ماتسيس، رسامًا أيضًا. كان حفيده كوينتين ميتسيس الأصغر، فنانًا في بلاط أسرة تيودور، ورسم البورترية الخاصة لإليزابيث الأولى ملكة إنجلترا.
بالقرب من واجهة كاتدرائية السيدة العذراء في أنتويرب يوجد بئر من الحديد المشغول، يُعرف باسم «بئر ماتسيس»، والذي صنعه الرسام القادم وفقًا للتقاليد.
كونه أحد مؤسسي مدرسة الرسم المحلية (التي بلغت ذروتها مع الفنان بيتر بول روبنز).
تم نشر سلسلة للكاتب البريطاني بيرس إيغان الأصغر بعنوان كوينتين ماتسيس في عام 1839.